# YF-1
YF-1是一款由中华人民共和国研制、生产的燃气发生器循环液体火箭发动机，使用四氧化二氮和偏二甲肼作为燃料。这是一款基本发动机，当被安装在四发动机模块中时组成YF-2，同时也以此为基础研制出高空版本YF-3。
有人认为它是直接仿制Isaev OKB-2（NII-88）开发的С.2.1100/С.2.1150 La-350助推发动机而来。众所周知，火箭发动机的开发在燃烧不稳定方面会面临困难，需要很长时间才能实现可靠的燃烧。

## 版本
该基础发动机从东风-3开始使用，一直是长征一号运载火箭的主要推力。
- YF-1：芯级发动机。最初用于东风三号上飞行。使用偏二甲肼/AK27S作为推进剂。据称是仿制自OKB-2的С.2.1150。[3][10]
- YF-1A：芯级发动机。改进后用于东风-3A 、 东风-4和长征一号。[3][2][10][11]
- YF-1B：芯级发动机。改进后用于长征一号丁。将推进剂更改为偏二甲肼/四氧化二氮。[2]
- YF-3：上面级发动机。用于东风-4。[2]
- YF-3A：上面级发动机。改进后用于长征一号。[2]

## 模块
虽然YF-1作为单个发动机也被多次使用，但它仅作为单个发动机用于助推器。通常会捆绑多台发动机作为模块使用。
用于第一级的相关模块：
- YF-2：包含四台YF-1的模块。最初用于东风-3。[3]
- YF-2A：一个包含四台YF-1A的模块。改良版。用于东风-3A 、 东风-4和长征一号。[3][2]
- YF-2B：一个包含四台YF-1B的模块。改良版。长征一号丁上使用的最终版本。[2]

## 参阅
- 东风-3中程弹道导弹
- 东风-4远程弹道导弹
- 长征一号系列火箭
- 長征一號運載火箭
- 長征一號丁運載火箭